# Kepler-62
Désignations
Kepler-62 est une étoile située dans la constellation de la Lyre, à ∼ 990 a.l. (∼ 304 pc) de la Terre, autour de laquelle gravitent au moins cinq planètes dont deux, Kepler-62 e et Kepler-62 f, dans la zone habitable,,.

## Historique
Kepler-62 est découverte lors de la première mission du satellite Kepler, dans la constellation de la Lyre. Fllf est d'abord catégorisée sous le nom de KOI-701 dans le catalogue Kepler Object of Interest.
À l'époque, l'étoile a cinq planètes découvertes par la méthode des transits par le satellite Kepler, et qui attendaient une confirmation par le biais d'autres outils de détection astronomiques. Dénommées KOI-701.01, KOI-701.02, jusqu'à KOI-701.05 ; avec des périodes orbitales respectives de 5,714 932, 18,164 06, 122,387 4, 267,29 et 12,441 7 jours respectivement. KOI-701.01, KOI-701.02 et KOI-701.03 sont publiées dans le catalogue Kepler Object of Interest de 2011, tandis que KOI-701.04 et KOI-701.05 le sont  dans le catalogue Kepler Object of Interest de 2012.
L'étoile gagne de l’intérêt quand cinq exoplanètes sont découvertes le 18 avril 2013 et lorsque deux planètes résidant dans la zone habitable de l'étoile sont confirmées.

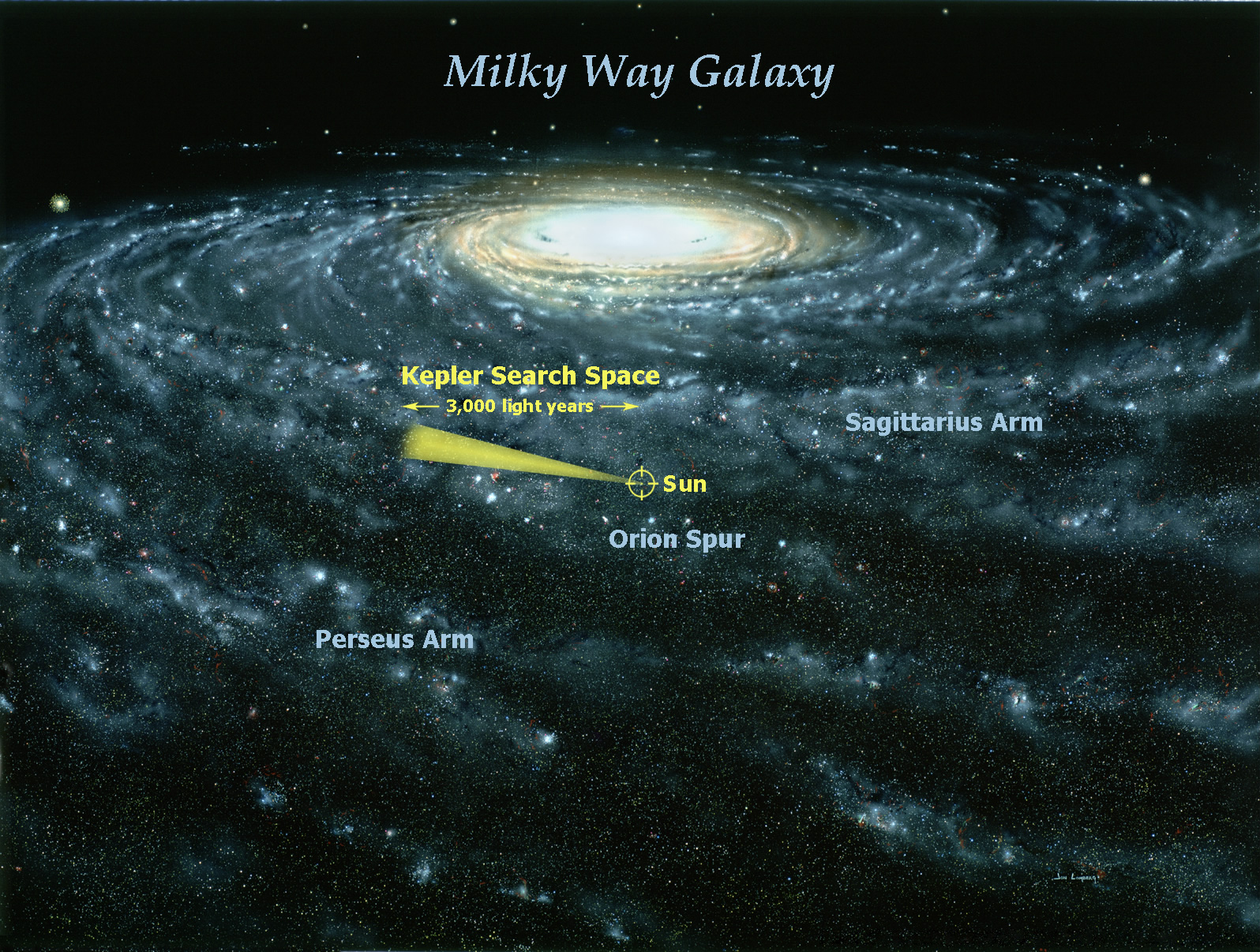
Champ de vision du satellite Kepler, dont fait partie l'étoile Kepler-62.

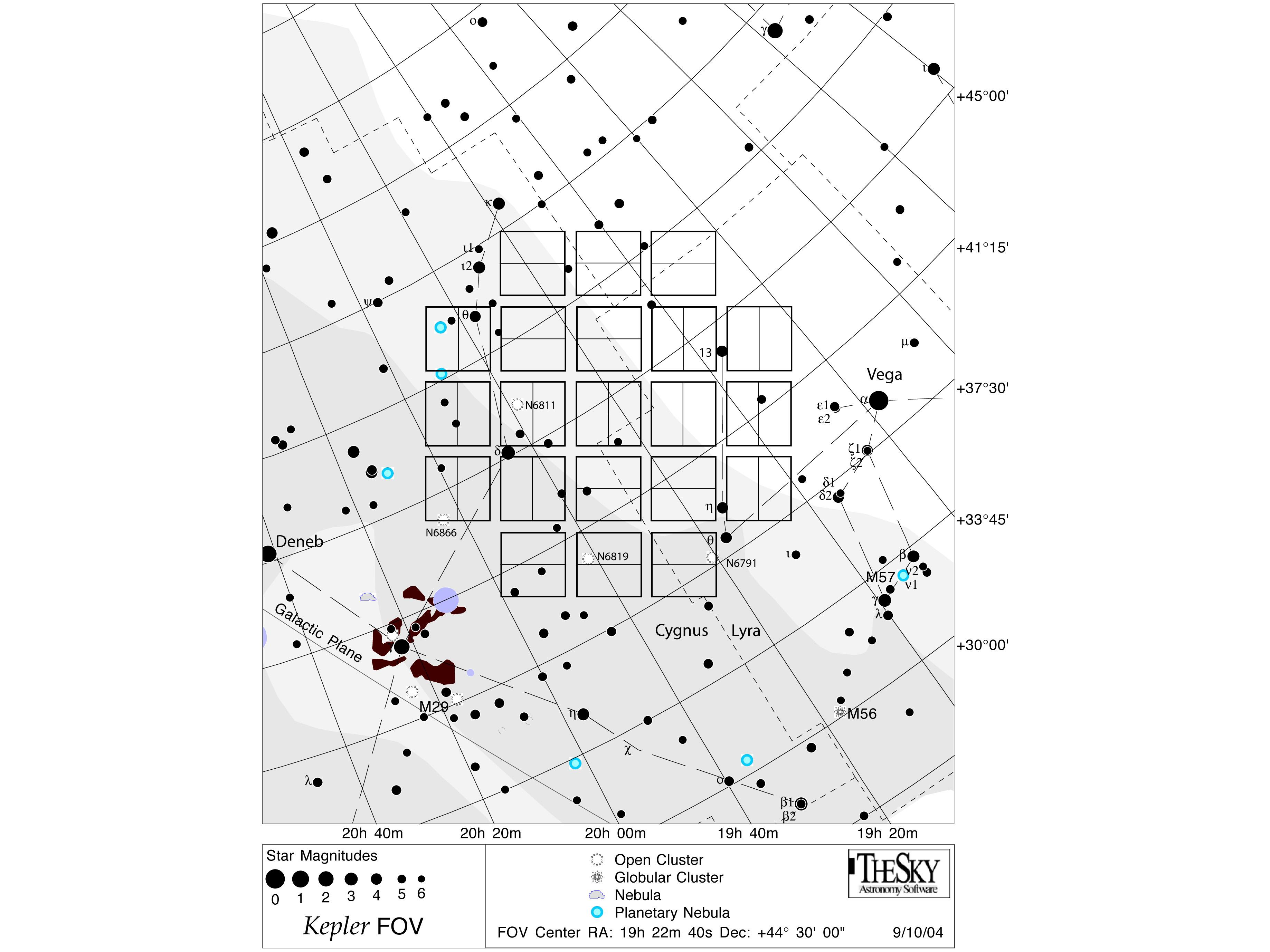
Champ de vision du satellite Kepler dans la constellation du Cygne
(Kepler FOV en anglais).

## L'étoile
Kepler-62 est une étoile faisant partie de la classe des étoiles naines orange de la séquence principale. Elle fait approximativement 69 % de la masse du Soleil et 64 % de sa taille. Sa température est de 4 925 K (4 652 °C). Son âge est estimé à sept milliards d'années, soit plus d'une fois et demi celui du Soleil (qui est de 4,6 milliards d'années).
Cette étoile est pauvre au niveau métallique, son coefficient de métallicité ([Fe/H]) calculé est de -0,37, ce qui correspond à 42 % de l'abondance en fer présent dans le Soleil. La luminosité de l'étoile est de 21 % celle du Soleil, typique des étoiles naines orange comme Kepler-62. Sa magnitude apparente est de 13,75 , l'étoile est donc trop faible pour être vue dans le ciel.